# Christophe Guilluy
Christophe Guilluy   (Montreuil, 14 d'octubre de 1964) és un geògraf i assagista francès.

## Trajectòria
Nascut a Montreuil, Guilluy va créixer al barri de Belleville de París primer, i a la Courneuve després. Va obtenir un màster en geografia urbana a la Universitat de París I Panteó-Sorbona el 1987.
El 2017, va cosignar amb Jean-Pierre Chevènement, Michel Onfray, Natacha Polony i altres, una columna a Le Figaro titulada «Europe: la supranationalité a échoué, faisons confiance aux nations». També va ser membre de La Gauche populaire, un moviment proper però crític amb el Partit Socialista francès.

## Pensament
El seu treball en geografia social aborda les qüestions polítiques, socials i culturals de la França contemporània a través del prisma del territori. Guilluy està interessat en l'aparició d'una «França perifèrica» que s'estén des dels marges periurbans més fràgils de les grans ciutats fins a les zones rurals, incloses les ciutats petites i mitjanes. Subratlla que el 60% de la població i les tres quartes parts de les noves classes treballadores viuen ara en aquesta «França perifèrica», lluny de les ciutats globalitzades.
Aquesta França «invisible» a les preocupacions dels polítics formaria 60% de la població. Contrasta així una nova burgesia rica, que viu als centres de les ciutats i aprofita al màxim els efectes del multiculturalisme, i la França de les zones periurbanes, on les tensions entre comunitats són més fortes i on la percepció de la diversitat i la immigració és completament diferent. Aquesta diferència de percepció s'expressa en el vot d'aquesta França «invisible» perquè «els aspectes identitaris compten molt en els cercles populars». Ha utilitzat aquesta teoria per a explicar l'auge de Reagrupament Nacional a l'Estat francès.

## Obra publicada
- Atlas des fractures françaises, Éditions L'Harmattan, 2000 ISBN 978-2738493910
- Atlas des nouvelles fractures sociales en France, Paris, Éditions Autrement, 2004, réédité en 2006 ISBN 978-2746708228 Cartes Arxivat 2008-11-15 a Wayback Machine.
- Fractures françaises, Bourin Éditeur, 2010 ISBN 978-2849412015, repris en « Champs Essais », Flammarion, en 2013 ISBN 978-2081289611
- L'Annuel des idées 2009, Bourin Éditeur, 2009 ISBN 978-2849411148
- Plaidoyer pour une gauche populaire : la gauche face à ses électeurs, Éditions Le Bord de l'eau, 2011 ISBN 978-2356871404
- La France périphérique: comment on a sacrifié les classes populaires, Flammarion, 2014 Prix des Impertinents ; le jury a tenu à distinguer « le travail de ce géographe indépendant, homme de gauche mais esprit inclassable, qui ose mettre le doigt où les plaies de la société française font mal. »
- Le Crépuscule de la France d'en haut (en francès). Flammarion, 2016, p. 272. ISBN 978-2-08-137534-5.[13]
- No Society. La fin de la classe moyenne occidentale, Flammarion, 2018, 196 p.
- Le temps des gens ordinaires, Flammarion, 2020, 322 p.
- Dialogue Périphérique, avec Sacha Mokritzky, éditions du Zinc, 148 p. ISBN 9782380740127.
- Les dépossédés, L'instinct de survie des classes populaires, Flammarion, 2022, 204 p. ISBN 2080290134